# Thomas Kuchenbuch-Henneberg

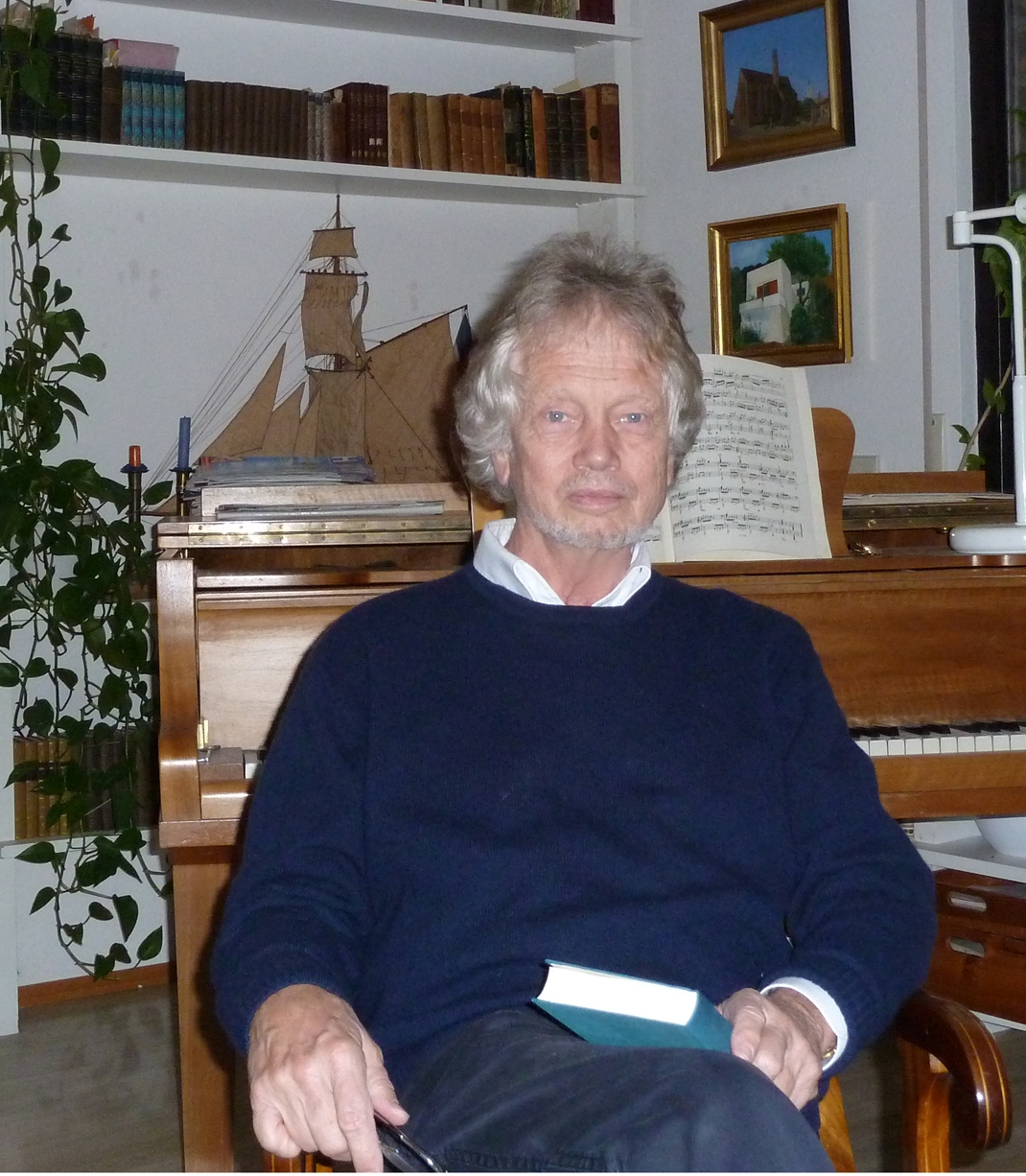
Thomas Kuchenbuch-Henneberg

Thomas Kuchenbuch-Henneberg (* 5. Oktober 1940 in Karlsbad, Reichsgau Sudetenland) ist ein deutscher Medienwissenschaftler, Filmemacher und ehemaliger Hochschullehrer.

## Leben

### Kindheit und Schulbesuch
Thomas Kuchenbuch wurde am 5. Oktober 1940 in Karlsbad geboren. Sein Vater Eugen Herbert Kuchenbuch war zu jener Zeit Oberspielleiter. Er und seine Frau Julia, Tochter eines Hindemith-Assistenten, hatten sich in Ankara kennengelernt. Eine Reihe von deutschen Künstlern und Wissenschaftlern, die dem NS-Regime auswichen, waren dem Angebot Atatürks im Rahmen des deutsch-türkischen Kulturabkommens gefolgt.
1942 wurde der Vater zum Professor für Schauspielkunst am Max-Reinhardt-Seminar (damals Teil der Akademie, heute der Universität für Musik und bildende Kunst Wien) ernannt, sodass Thomas Kuchenbuch seine Kindheit vorwiegend in Wien verbrachte.
Nachdem sein Vater 1947 seinen Wohnsitz in die Umgebung von München verlegt hatte, besuchte Thomas Schulen in Oberstdorf (Waldorfschule), München-Pullach (Volksschule), Icking (Realgymnasium), und gelegentlich auch in Küsnacht bei Zürich (Kantonsschule).

### Seefahrt und Auswanderung nach Spanien
Vor seinem Abitur unterbrach Kuchenbuch die Schullaufbahn und heuerte nach einer Ausbildung an der Seemannsschule Hamburg Blankenese auf Schiffen der Reedereien Schröder und Hanseatic-Lloyd an. Eingesetzt wurden diese auf Mittelmeer- und Schwarzmeerfahrten sowie auf Routen zur afrikanischen Küste und zu den kanarischen Inseln.
Nach einem Jahr Fahrtzeit entschloss er sich, seine Schullaufbahn in Spanien wieder fortzusetzen, da seine Eltern inzwischen nach Las Palmas de Gran Canaria umgezogen waren; sein Vater hatte in der dortigen Kolonie der skandinavischen Filmschauspieler alte Verbindungen.
Mit seinem Abitur in Madrid konnte er – durch die verkürzte Schulzeit an deutschen Auslandsschulen – das Jahr seiner Seefahrtszeit wieder einholen.

### Studium
Kuchenbuch studierte ab dem Wintersemester 1960/1961 an der Albert-Ludwigs-Universität Freiburg zunächst Altphilologie und Germanistik, später auch Romanistik und Kunstgeschichte. Er erhielt ab dem vierten Semester ein Stipendium der Stiftung Volkswagenwerk. Nach weiteren Semestern an der Universität Zürich und der Universität Marburg schloss er sein Studium 1969 mit Höchstbenotung durch eine Promotion in Neuer Deutscher Literaturgeschichte ab. Die Dissertation lautete „Perspektive und Symbol im Erzählwerk Theodor Storms. Zur Problematik und Technik der dichterischen Wirklichkeitsspiegelung im Poetischen Realismus.“ Nebenfächer waren Sprachwissenschaft sowie Altphilologie.

### Debüt als Lehrer, Fernsehtätigkeit und TV-Enquete
Nach kurzer Tätigkeit als Lehrer für Deutsch, Englisch und Latein auf der Burg Nordeck bei Marburg, einem Privatinternat, arbeitete Kuchenbuch als freier Mitarbeiter beim NDR-Fernsehen (gelegentlich auch bei anderen Sendern), wo unter seiner Leitung verschiedene Filmbeiträge in den Bereichen Aktuelles und Politik sowie Umwelt, Kunst und Kultur entstanden. Das Angebot, an einer größeren Untersuchung zum Thema „Schule und Fernsehen“ unter Wolfgang Klafki von der Universität Marburg teilzunehmen, brachte ihn wieder an die Universität zurück. In diese Zeit (1969) fiel die Eheschließung mit Sibylle Dunkmann, die Ehe wurde 1975 wieder geschieden.

### Hochschullaufbahn
In der Folge (ab 1972) wurde Kuchenbuch wissenschaftlicher Assistent bei der neu gegründeten Theater-, Film- und Fernsehwissenschaft der Universität Köln, dann Dozent am ebenfalls neu aufzubauenden Instituut voor Theater-Film en Televisiewetenschap der Universität Utrecht. Diese Stelle hatte er seit 1976 in fester Position inne und war Leiter der Abteilung Film-Fernsehen und stellvertretenden Institutsdirektor. In diese Zeit fiel die Eheschließung mit Marianne Henneberg (seitdem trägt er offiziell den Doppelnamen Kuchenbuch-Henneberg).
Während seiner Anstellung in Utrecht wurde er als „Hoofdmedewerker/Hoofdocent“ (heutiger Nomenklatur nach Associated Professor) auf Lebenszeit eingestellt (vergleichbar der deutschen Position Oberrat/C3-Professur, mit Promotionsrecht und Sitz in der Wissenschaftskommission der Universität, Urkunde 1979). Grundlage war ein Prüfungs-Verfahren innerhalb der Fakultät, das offiziell nach internationalen Normen rechtlich dem deutschen Habilitationsverfahren gleichgestellt wurde. Das Thema der zugrunde gelegten Forschungsarbeit bezog sich auf das Verhältnis von Filmtheoriebildung und Filmanalyse.
Trotz der Aussicht auf weitere leitende Aufgaben an der Universität Utrecht, zog Thomas Kuchenbuch dann allerdings das Angebot vor, ab 1982 am Aufbau eines produktionsorientierten Studiengangs als Professor der jetzigen Hochschule der Medien (HdM) in Stuttgart mitzuwirken. Diese nur als kürzere Unterbrechung gedachte Tätigkeit in der Lehre sollte sich dann allerdings über mehrere Jahre erstrecken. In dieser Zeit ergab sich neben dem Aufbau der hochschulinternen Filmabteilung eine dauernde Zusammenarbeit mit verschiedenen Abteilungen des SDR-Fernsehens (später SWR) und entsprechenden Ausbildungsreferaten. In diesem Zusammenhang gründete er mit SDR-Mitarbeitern das Filmfestival Forum Hochschulfilm (1995–2001) und initiierte mit ihnen die Fernsehsendung Perfo des Regionalprogramms, in der Kurzfilme von Debütanten gezeigt wurden.
Seine wissenschaftliche Tätigkeit fand unter anderem Fortsetzung durch den weiterhin erhaltenen Kontakt mit den Universitäten Utrecht und Amsterdam und seiner Mitarbeit am internationalen Erasmus-Projekt Theatrical Arts and Media mit kontinuierlicher Entwicklungsarbeit, internationalen Jahrestagungen und Forschungsberichten im Multipartnerprojekt Media Comparison. Die Arbeitsgruppe Theatrical Arts and Media fand dann Eingang in einen größeren Zusammenhang und wurde durch das Intermediality-Forschungsprogramm der IFTR (International Federation for Theatre Research) abgelöst, an dem Thomas Kuchenbuch ebenfalls mitwirkte (vgl. die entsprechenden Veröffentlichungen in der Liste). Er wurde 1994 als deutsches Mitglied der internationalen Prüfungskommission für kulturwissenschaftliche Fächer im niederländischen Sprachbereich berufen.
Seine international orientierte Lehr- und Forschungstätigkeit wurde immer wieder durch Gastprofessuren an auswärtigen Universitäten (Utrecht, 1989/90, Wien ab 1999) fortgesetzt sowie durch die Förderung des wissenschaftlichen Kontakts und des Studentenaustauschs der HDM mit ausländischen Universitäten (unter anderem mit den Universitäten von Sevilla und Málaga). In den letzten Lehrjahren und auch nach seiner Emeritierung war Thomas Kuchenbuch durch Gastprofessuren, Forschungsprojekte und Gutachtertätigkeit der Universität Wien verbunden. Zu nennen sind hier neben Seminaren und Vorlesungen zu verschiedenen Persönlichkeiten und Epochen der Filmgeschichte sowie Lehr- und Forschungsseminare zu „Theorie und Praxis des Komischen und seiner Manifestation im frühen Film“. Ein Ergebnis dieser Forschungsarbeit schlug sich unter anderem nieder in einer Sonderschrift des Instituts für Theater-, Film- und Medienwissenschaft der Universität Wien (Publikationsorgan Maske und Kothurn), der dem internationalen Schaffen des französischen Filmstars Max Linder gewidmet ist. (Vgl. in der Literaturliste: Max Linder. Ein früher Star etc. Wien/Köln/Weimar 2005).
Unter Leitung und Herausgeberschaft von Thomas Kuchenbuch war die Forschungsarbeit getragen von Autorinnen und Autoren der Universitäten Bonn, Göttingen, Utrecht, Wien, Zürich sowie der Filmarchive Paris, Düsseldorf, bzw. Hilversum. Heute lebt Kuchenbuch privat in der Nähe von Tübingen und viertel- oder halbjahrsweise in Spanien (Ibiza), wo er unter anderem eine politisch-organisatorische Funktion als Vorsitzender einer lokalen Nachbarschaftsinstitution (asociación de vecinos) wahrnimmt. Er ist im Zusammenhang mit dem BUND und anderen Umweltverbänden in verschiedenen ökologischen Projekten tätig.

## Forschung, Lehre und Praxis
Die akademische Laufbahn von Thomas Kuchenbuch wurde verschiedentlich in ihrer Verflechtung von Medienpraxis, Forschungsarbeit und Lehrtätigkeit als untypisch für deutsche Verhältnisse bezeichnet. Er wies diesbezüglich immer wieder darauf hin, dass seine Laufbahn keineswegs ungewöhnlich für französische oder gar für amerikanische Hochschulkarrieren sei und auch nicht ungewöhnlich sein konnte in der Pionierphase der neu zu gründenden film-fernsehwissenschaftlichen Institute im deutschsprachigen Bereich. Die Aufnahme der Bewegtbildmedien in den Kanon der philologischen Fächer (selbst seitens der Theaterwissenschaft) kam spät und mit erheblichem Nachholbedarf. Eigenerfahrung in diesen Medien war daher fast Voraussetzung für Forschung und Lehre. Er selbst hat die damit verbundenen Probleme im Vorwort zu seiner von Kollegen und ehemaligen Studenten herausgegebenen Festschrift wie folgt umschrieben:

„Das Gefährlichste, aber auch Reizvollste an meiner nicht allen verständlichen Laufbahn war: Ich habe mir immer erlaubt, zwischen Theorie und Praxis zu pendeln - Stolpern mit inbegriffen.“

Trotz der Grenzwanderungen zwischen Theorie und Praxis ist eine Reihe von Veröffentlichungen (vgl. Literaturliste) entstanden, die bestimmte Etappen der deutschsprachigen Filmwissenschaft, vor allem in ihrer Pionierphase widerspiegeln, und sie teilweise selbst mit akzentuiert hatten, so
- die Einführung der systematischen Filmanalyse[2]
- ebenso die Erweiterung der Filmwissenschaft in einem allgemeinen mediengeschichtlichen Kontext[3]
- die Thematisierung des Films unter dem Aspekt des Medienvergleichs[4] und der Intermedialität durch Untersuchung von Intermedialitätszusammenhängen in der Filmgeschichte sowie seiner Mitarbeit an der Intermediality Forschung der FIRT[5]
- gleichzeitig lag ihm an der Untersuchung von richtungsweisenden, akzentgebenden Individual-Stilen und Auftritten einzelner Filmemacher, unter anderem von Max Linder, Luis Buñuel, Cecile de Mille, George Lucas, Stanley Kubrick, Peter Greenaway. Seiner Meinung nach wären diese poetologisch und wirkungsästhetisch orientierten Arbeiten zu Filmemacherpersönlichkeiten ohne den impulsgebenden Blick auf die Produktionspraxis so nicht entstanden,
- ebenso wenig die Zusammenarbeit mit Film/Fernsehpraktikern[6]

Auch in der Lehrtätigkeit versuchte er, eine vermittelnde Position zwischen Praxislehre und Medientheorie sowie -geschichte einzunehmen. In diesem Sinne bezeichnete er als „das Erfreulichste“ seiner Berufslaufbahn die Tatsache, dass einige seiner „Studentinnen und Studenten es zu etwas in der Forschung und Lehre gebracht haben, und auch in der Produktion, und das mehr als beachtlich.“
Diesen Aspekt seiner Arbeit haben ehemalige Studenten (zum Teil heute Professoren) ebenso wie Kollegen und ehemalige Projektpartner in der Festschrift zu seiner Emeritierung entsprechend hervorgehoben und festgehalten.

## Werke

### Veröffentlichungen zur Medientheorie und -geschichte (Auszug)
- mit J. Büthe, G. Lihr, F. Roth, J. T. Prikker, A. Weber, R. Weber: Der Arbeiterfotograf. Dokumente und Beiträge zur Arbeiterfotografie 1926–1932. Köln 1977.
- Filmanalyse. Theorien. Modelle. Kritik. Köln 1978.
- Henny/Sonja de Leeuw (Hrsg.): Aspekte einer wirkungsbezogenen Filmdramaturgie. Die Oberhausener Filmgespäche 1980–1982. Oberhausen 1982.
- Wil Hildebrandt (Hrsg.): Aspekten van het empirisch receptieonderzoek: Theater, Film, Televisie. Het Utrecht Symposium 1980. (Aspekte der empirischen Rezeptionsforschung: Theater, Film, Fernsehen. Das Utrechtsymposium 1980. Utrecht ohne Jahr)
- Die Welt um 1900. Unterhaltungs- und Technikkultur. Metzler, Stuttgart 1992.
- Bild und Erzählung. Geschichten in Bildern. Vom frühen Comic Strip zum Fernsehfeature. MAKS, Münster 1992.
- Filmanalyse. Theorien. Modelle. Kritik. 2. vollständig neu bearbeitete Auflage. UTB Böhlau, Wien/Köln/Weimar 2005.
- als Hrsg.: Max Linder. Ein früher Star. Böhlau, Wien/Köln/Weimar 2008.

### Mitarbeit an Sammelbänden
- Bibel und Geschichte – zum religiösen Film, DIE ZEHN GEBOTE (1957). In: Werner Faulstich/Helmut Korte (Hrsg.): Fischer Filmgeschichte, Bd. 3: Auf der Suche nach Werten 1945–1960. Frankfurt am Main 1990.
- Künstlerische Avantgarde und der Film. EIN ANDALUSISCHER HUND (1928). In: Werner Faulstich/Helmut Korte (Hrsg.): Fischer Filmgeschichte, Bd. 2: Der Film als gesellschaftliche Kraft, 1925–1944. Frankfurt am Main 1991.
- Filmanalyse aus produktionsästhetischer Sicht. In: Helmut Korte/Werner Faulstich (Hrsg.): Filmanalyse interdisziplinär. Beiträge zu einem Symposium an der Hochschule für Bildende Künste Braunschweig. Mit einem Vorwort von Helmut Kreuzer. Göttingen 1991.
- Gesellschaftskritische Dimensionen in melodramatischer Form. „Donauwalzer“ von Xaver Schwarzenberger. In: Gottfried Schlemmer (Hrsg.): Der neue Österreichische Film. Wien 1996.
- Das Abenteuer und andere genrespezifische Erzählmuster in JÄGER DES VERLORENEN SCHATZES (1981) und INDIANA JONES UND DER TEMPEL DES TODES (1984). In: Helmut Korte/ Werner Faulstich (Hrsg.): Action und Erzählkunst. Die Filme von Steven Spielberg. Frankfurt am Main 1987.
- Zahlreiche weitere Veröffentlichungen u. a. in Germanistik, Schriften der Theodor Storm-Gesellschaft, Medium (EPD), Medienpraxis EPD, Scenarium (Amsterdam), Der Literat.

### Filmfestivals und TV-Sendungen
- Zusammen mit Guntram von Ehrenstein und Rainer Wagner, SDR, Gründung der Sendereihe Perfo (SDR3) und des Film-Festivals Forum Hochschulfilm (1995–2001 zweijährlich).

### Filmografie bzw. Mediographie (Auszug)
- 1968 Bericht über die Documenta 68 in Kassel, gesendet 1968 im SRF Zürich. Kamera und Produktion: Urs Thönen. (16 mm, 15 min.).
- 1968–70 Experimentalfilme: (z. T. Zusammen mit Studiobühne Uni. Marburg und Kunststudenten der KA Kassel und dem Marburger Filmclub). Unter anderem Idol, Wann, Pygmalion, Second Hand, Ready made, Studie I etc. (16 mm, zwischen 6 u. 10 min.).
- 1970–72 NDR-Realisator von Kurzreportagen (unter anderem Zugunglück in Celle, Neue Produktionsmethoden in Wolfsburg, Altenheime, weitere Beiträge für Berichte vom Tage usw.)
- Längere Dokumentationen und Features für den NDR wie
  - Dümmersee in Gefahr,
  - AWO Kinderheimskandal,
  - Monika Seifferts ‚Kinder-Entführung‘.
- Redaktionsarbeiten und Beiträge für die Abteilung Kunst u. Kultur unter der Redaktion von Günter Tovar, unter anderem über Museumseröffnungen, Ausstellungen, Vorbereitung eines Feature über Christos Projekt Valley Curtain etc.
- 1971–72 Filme und empirische Untersuchungen im Projekt Schulinternes Fernsehen, Giessen, gefördert von der VW-Stiftung (Gesamtleitung Heribert Heinrich, wiss. Beratung Wolfgang Klafki, Marburg).
- Filmische Leitung des Fernsehprojekts zwischen Hessischem Rundfunk und dem Inst. für Ethnosoziologie/Volkskunde, Marburg, Supervision der Filmserien Weihnachtsbräuche in Hessen und Hessentag.
- 1980 Dokumentation (Regie) über die Theaterarbeit der Amsterdamer Gruppe Varend Varieté. (16 mm, S8, Video, 45 min.). Produktion: OMI/RU, Utrecht.
- 1980 Theateraufzeichnungen/Konzeption, Regie:
  - Woyzeck von Georg Büchner – Bühnen der Stadt Arnheim (Video, 90 min.). Produktion: OMI/RU, Utrecht.
  - Marat/Sade von Peter Weiss – Schauspielhaus Utrecht, Theaterregie Paul Binnerts. (Video, 90 min.) Produktion: OMI/RU Utrecht.
- 1981 Dokumentarfilm für den WDR (Konzeption u. Regie) Wohnen auf dem Wasser – Herkunft, Alltag, und politischer Kampf der Wohnbootbewohner in Holland (16 mm, 45 min.)
- 1985 Regie und Edition der Aufzeichnung der Rockoper H – wie Heroin (von Ralph-Günther Mohnnau/Matthias Raue), Theaterregie: Hansgünther Heyme. Kamera und Produktion: team-film, Rolf Neddermann. Gesendet im SDR. (Video, 60 min.).
- 1990 Industrie- und Forschungsfilm: Stahl im Feuer, Projekt des Materialprüfungsinstituts der Uni. Stuttgart für das Bundesforschungsministeriums. Regie u. Kamera zusammen mit Rolf Neddermann. Produktion: Transferzentrum der FHD. (16 mm, 30 min.).
- 1991–92 Konzeption und filmpädagogische Begleitung des einjährigen Projekts der Mercedes-Benz AG Sternzeichen Automobil. Ausbildungsberufe bei Mercedes. (Leitung der Videogruppe, Supervision der Produktion von 7 Werbespots für Ausbildungsberufe bei Mercedes, Regie der Videoproduktionen, theaterpädagogische Leitung: Mark Vereek, Leitung der Filmproduktion und Dokumentation Rolf Neddermann).
- 2001–02 Konzeption und Einrichtung eines multimedialen Programms für das Tübinger Stadtmuseum (Film, Animation, Dias, AV-Schleifen) Der stadthistorische Spaziergang. Tübinger Stadtgeschichte vom 15. bis ins 19. Jahrhundert (zusammen mit Claudine Pachnike, Rolf Neddermann).
- 1982–2005 Supervision und Redaktion der studentischen Semester- und Festivalfilme an der Hochschule der Medien, Stuttgart, und entsprechender TV-, Industriefilm- und Spielfilmproduktionen im Diplombereich. Filmpreise mit den Arbeiten der HDM-Produktion auf verschiedenen Festivals.